# عیسی المحمدی
عیسی المحمدی (انگلیسی: Issa Al-Mohammadi؛ زادهٔ ۱۹ دسامبر ۱۹۶۳) بازیکن فوتبال اهل قطر است.

## تیم ملی
وی به همراه تیم ملی فوتبال قطر در بازی‌های المپیک تابستانی ۱۹۸۴ شرکت کرده است.